# Hamburger Volkszeitung
Hamburger Volkszeitung var en tyskspråkig kommunistisk tidning som publicerades i Hamburg. Den grundades 1918, men förbjöds efter Adolf Hitlers maktövertagande i januari 1933. År 1946 utkom den åter, men förbjöds ånyo 1956; illegalt fortsatte den dock att publiceras till 1962.